# Маронітська церква
Ма́ронітська це́рква (араб. الكنيسة الأنطاكية السريانية المارونية; лат. Ecclesia Syrorum Maronitarum, сир. ܥܕܬܐ ܣܘܪܝܝܬܐ ܡܪܘܢܝܬܐ ܕܐܢܛܝܘܟܝܐ) — східно-католицький патріархат sui juris, який знаходиться в повному євхаристійному спілкуванні з латинською церквою, так і з 22 іншими східно-католицькими церквами, утворюючи разом католицьку церкву. З 2011 року її очолює патріарх Бешара Бутрос аль-Раї, який знаходиться в місті Бкерке на північний схід від Бейруту, Ліван. Офіційно відома як Сирі́йська ма́ронітська це́рква Антіо́хії, вона є частиною сирійського християнства за літургією та спадщиною.
Заснування Маронітської церкви можна розділити на три періоди — з IV по VII століття. Рух конгрегації, де Сен-Марун з гір Тельця був натхненним лідером і святим покровителем, ознаменував перший період. Другий розпочався із заснування монастиря Святого Маруна на Оронті, побудованого після Халкедонського собору для захисту вчень собору. За давніми даними, цей монастир був описаний як «найбільший монастир» в регіоні Секунди в Сирії, навколо якого було понад 300 скитів. Після 518 року монастир де-факто керував багатьма парафіями в Прима-Сирії, Коул-Сирії та Фінікії. Третій період був тоді, коли Седе Ваканте прослідкував за ісламським завоюванням регіону, і єпископи монастиря Святого Маруна обрали Івана Марона патріархом близько 685 р. За традицією маронітів. Грецька православна церква Антіохії відновила свій патріархат у 751 р. Інші центри, що мають історичне значення, включають Кфархай, Яну, Мейфук і долину Кадіша.
Хоча сьогодні мароніти зменшились, мароніти залишаються однією з основних етно-релігійних груп в Лівані, з меншими меншинами маронітів у Сирії, Кіпрі, Ізраїлі та Йорданії. Через еміграцію з XIX століття близько двох третин з трьох мільйонів її членів розташовані за межами «Антіохійського хребта», де вони є частиною світової ліванської діаспори.
Назва церкви походить від імені її засновника Марона Ліванського — монаха, пустельника, учителя і чудотворця, який жив у другій половині IV століття в горах Таурус у Сирії, на території Антіохійського патріархату. Святий Марон залишив після себе маронітів — велике коло учнів і послідовників, які утворили компактну групу на базі монастиря Бейт-Марун.
Маронітська церква є другою (після УГКЦ й Сиро-малабарської церкви) східно-католицькою церквою за кількістю вірних.

## Історія

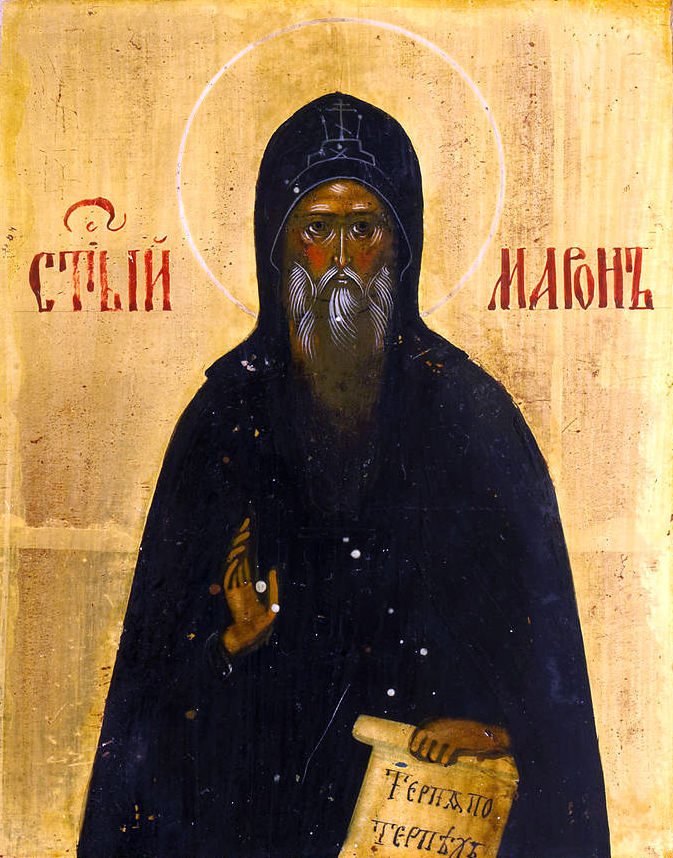
Російська православна ікона Святого Марона

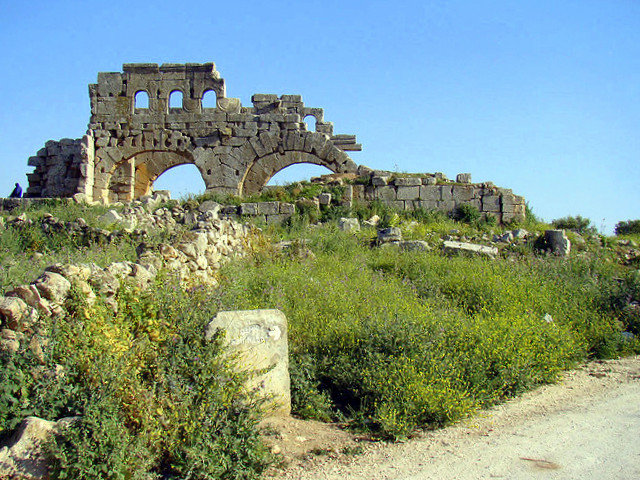
Залишки арки собору Бреда на північ від Алеппо, де була прикріплена могила Святого Марона

Святий Марон, чернець IV століття, сучасник і друг святого Івана Золотоустого, виїхав з Антіохії до річки Оронт на території сучасної Сирії, щоб вести аскетичне життя, дотримуючись традицій Антонія Великого з пустелі та Пахомія. Багато його послідовників також вели монастирський спосіб життя.
Після смерті Марона в 410 р. його учні збудували монастир Бет-Марон в Апамеї (нинішній Калаат аль-Мадік). Це сформувало ядро Маронітської церкви. У 452 р., після Халкідонського собору, монастир розширив візантійський імператор Маркіян.
Маронітський рух дійшов до Лівану, коли перший учень св. Марона, Авраам Кіррзький, якого називали «апостолом Лівану», взявся навертати нехристиян, познайомивши їх із святим.
Мароніти підписалися на вірування Халкідонського собору в 451 р. монофізити Антіохії побили 350 ченців і спалили монастир, хоча пізніше Юстиніан I відновив стіни. Листування щодо цієї події принесло маронітам папське та православне визнання, на що вказує лист папи Римського Гормісдаса (514–523) від 10 лютого 518 р. Представники Бет-Марона брали участь у константинопольських соборах 536 і 553 років.
Спалах громадянської війни під час правління імператора Фоки спричинив заворушення в містах Сирії та Палестини та вторгнення перського царя Хосрова II. У 609 р. Антіохійський патріарх Анастасій II був убитий або рукою деяких солдатів, або місцевих жителів. Це залишило маронітів без вождя, що тривало через останню візантійсько-сасанідську війну 602–628 років.
Після війни імператор Іраклій пропагував нову христологічну доктрину, намагаючись об'єднати різні християнські церкви Сходу, які розділилися щодо прийняття Халкідонського собору. Ця доктрина, єдність волі Христа з Божою, була задумана як компроміс між прихильниками Халкідону, такими як мароніти, та противниками, такими як якобіти. Доктрина була схвалена Папою Гонорієм І, щоб відвоювати монофізитів, але незабаром виникли нові проблеми.
Натомість єдність Христової волі з Божою (міа-телітизм) була неправильно сприйнята як монотелітизм (що Христос і Бог мають лише одну волю), що викликало ще більші суперечки, і була оголошена єресью на Третьому Константинопольському соборі в 680–681 роках. Собор засудив і Гонорія, і Константинопольського патріарха Сергія І, але не згадав про маронітів.
Сучасні грецькі та арабські джерела неправдиво представляли міателітів-маронітів як тих, що відкинули третій собор і прийняли монотелітизм, і що міателіти насправді підтримували монотелітизм століттями, лише віддаляючись від нього під час хрестових походів, щоб уникнути того, щоб хрестоносці. Маронітська церква, однак, відкидає твердження, що мароніти коли-небудь були монотелітами або окремо від католицької церкви; і питання залишається предметом суперечок. Еліас Ель-Хайєк приписує велику плутанину Євтихію Олександрійському, в літописах якого є помилкові матеріали щодо ранньої маронітської церкви, яку тоді взяв Вільгельм Тірський та інші.
На початку періоду патріархів переслідування християн та арабізація регіону, включаючи знищення монастиря Святого Марона, змусили більшість маронітів переселитися в безплідні гори Лівану, особливо на північну територію. Вони створили закрите, сільське, ієрархічне товариство; відновив спілкування з папством під час хрестових походів; підтримував сирійську мову до XVIII століття, [потрібне цитування], але врешті-решт і перейшов до ліванської арабської як рідної мови. Вони здійснили багато літургійних реформ, [розпливчастих], особливо під час Ради Канубіна 1580 року, а Ліванська рада 1736 року — яка, здається, у багатьох частинах є латинізацією — отримала захист від монархії Франції для церкви та її громади. Вони організували монастир у 1696 р. Вони зіграли впливову роль на політичній арені Лівану, особливо після 1770 р., Коли династія Чехабів приєдналася до маронітської церкви. Цей вибір був важливим елементом створення Великого Лівану в 1920 р., який вчені широко розглядали як виконання бажання маронітів. Однак унаслідок масової еміграції та врешті-решт Ліванської громадянської війни (1975–1990) роль маронитів у Другій Ліванській Республіці зменшилася.

### Перший маронітський патріарх
Антіохійський патріарх Анастасій II помер у 609 році, і Константинополь почав призначати низку титульних патріархів, які проживали в Константинополі. У 685 році мароніти обрали єпископа Батрона Іоанна Марона патріархом Антіохії та всього Сходу. Через нього пізніше мароніти претендували на повну апостольську спадщину через Антіохійський Патріарший Престол. У той час як православна ієрархія розглядала цю установу патріарха як узурпацію, Іван отримав схвалення Папи Сергія I і став першим маронітським патріархом найдавнішої церкви в християнстві.
У 687 р. в рамках домовленостей з Абд аль-Маліком ібн Марваном, візантійський імператор Юстиніан II направив з Ливану до Вірменії 12 000 християнських маронітів в обмін на значну плату і половину доходів Кіпру. Там вони були призвані як веслярі та морські піхотинці Візантійського флоту. Додаткові зусилля з переселення дозволили Юстиніану підсилити військово-морські сили, виснажені попередніми конфліктами. Мароніти намагалися зберегти свою автономію як проти імперської влади, так і проти арабських вторгнень з боку Дамаського халіфату.
Марон утвердився у віддаленій долині Кадіша в Лівані. У 694 р. Юстиніан направив війська проти маронітів у невдалій спробі захопити патріарха. Марон помер у 707 році в монастирі Святого Марона в Лівані. Близько 749 року громада маронитів у горах Лівану побудувала церкву Мар-Мама в Едені. Тим часом, потрапивши між візантійцями та арабами, монастир у Бет-Мароні намагався вижити.

### Ісламське панування

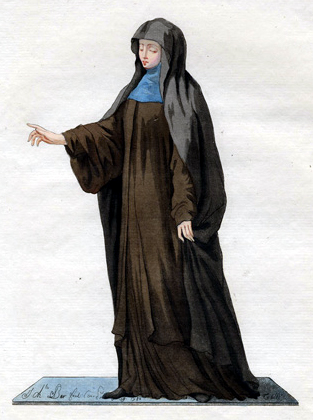
1779 рік картина монахині-маронитки з гори Ліван з коричневим джилбабом, блакитною хусткою та чорним хіджабом.

Після того, як вони потрапили під владу арабів після мусульманського завоювання Сирії (634–638), імміграція маронітів до Лівану, яка почалася деякий час раніше, зросла, посилюючись при аббасидському халіфі аль-Мамуні (813–33). Мароніти пережили поліпшення своїх стосунків з Візантійською імперією. Імператор Костянтин IV (правління 668–685) надавав безпосередню церковну, політичну та військову підтримку маронітам. Новий союз координував нищівні набіги на мусульманські сили, надаючи привітне полегшення обложеним християнам на всьому Близькому Сході.
У цей період в регіоні переважали аббасиди, які переслідували маронітів. Близько 1017 р. виникла нова мусульманська секта — друзи. У той час мароніти, як диммі, повинні були носити чорні шати і чорні тюрбани, і їм було заборонено кататися на конях.
Щоб усунути внутрішнє інакомислення, з 1289 по 1291 рік єгипетські війська мамелюків спустилися на гору Ліван, руйнуючи форти і монастирі.

### Хрестові походи
Після завоювання мусульманами східного загальновизнаного християнства за межами Анатолії та Європи у VII столітті та після встановлення захищених ліній розмежування між ісламськими халіфами та візантійськими імператорами, 400 років від маронітів мало що чули. Захищені у своїх гірських твердинях, мароніти були знову відкриті в горах поблизу Триполі (Ліван), Раймоном Тулузьким, коли він завойовував Єрусалим у Великому хрестовому поході 1096–1099 років. Пізніше Раймонд повернувся в облогу Триполі (1102–1109) після завоювання Єрусалима в 1099 р., а згодом відносини між маронітами та європейським християнством були відновлені.
Мароніти допомагали хрестоносцям і підтверджували свою приналежність до Римського Святого Престолу в 1182 році. На згадку про їхнє спілкування маронітський патріарх Юсефф Аль Джирджисі отримав корону і посох, відзначаючи його патріаршу владу, від Папи Пасхаля II в 1100 року. В 1131 році маронітський патріарх Грегоріос Аль-Халаті отримав листи від папи Інокентія II, в яких папство визнало владу Антіохійського патріархату. Патріарх Єремія II Аль-Амшітті (1199–1230) став першим маронітським патріархом, який відвідав Рим, коли він відвідав Четвертий Латеранський собор у 1215 р. Антіохійський патріархат також був представлений на Феррарському соборі в 1438 р.
Петер Ганс Кольвенбах зазначає: «Цей контакт з латинською церквою збагатив інтелектуальний світ Європи в середні віки. Мароніти викладали східні мови та літературу в університетах Італії та Франції».

### Османське панування

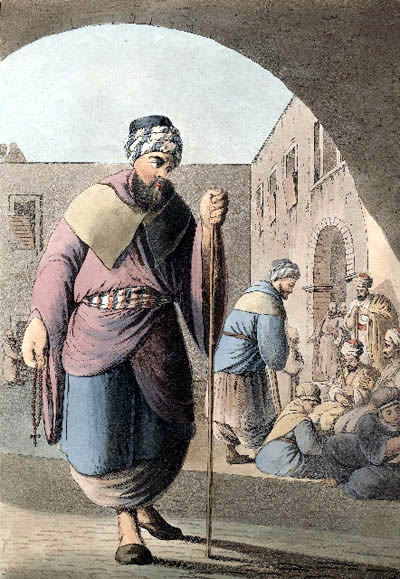
Монанітський чернець і паломники, гора Ліван

В Османській імперії корінні концентровані релігійні громади мали справу переважно з адміністрацією провінцій. Офіційно мароніти повинні були платити податок за джидзю як немусульмани, але іноді ченці та духовенство звільнялися, оскільки їх вважали «бідними».
Фахр-аль-Дін II (1572—1635) — друзький принц і лідер емірату округу Шуф в мухафазі Ліван. Мароніт Абу Надір аль-Хазін був одним із його найвищих прихильників і служив ад'ютантом Фахр-аль-Діна. Фарес зазначає, що «еміри процвітали завдяки інтелектуальним навичкам і торговим талантам маронітів, тоді як християни здобували політичний захист, автономію та місцевого союзника проти постійно існуючої загрози прямого османського панування». У 1649 році патріарх Юханна аль-Суфрарі передав маронітів під захист Франції, і французи відкрили консульство в Бейруті.
Згодом хазінські шейхи посилили свою силу та вплив. У 1662 р. За посередництва місіонерів-єзуїтів Абу Навфал аль-Хазін був названий французьким консулом, незважаючи на скарги марсельських купців, що він не з Марселя. Церква процвітала під захистом і впливом хазінців, але за рахунок втручання у церковні справи, особливо церковні призначення, що хазінці розглядали як продовження свого політичного впливу.
У 1610 р. монахи-мароніти монастиря святого Антонія Коджайського імпортували одну з перших друкарських машин в арабомовному світі; однак ця преса друкується сирійською мовою, а не арабською. Пізніше монастирі Лівану стали ключовими гравцями в арабському Відродженні кінця XIX століття в результаті розробки арабської, а також сирійської друкованої графіки.
Бахір Чехав II був першим і останнім маронітським правителем емірату Гірський Ліван. Навернений із сунітського ісламу, його суперництво з лідером друзів Баширом Джумблатом спричинило напруженість між двома громадами. У війні 1822 року між Дамаском та Акко вони підтримували протилежні сторони.
Відносини між друзами та християнами характеризуються гармонією та співіснуванням, а дружні стосунки між двома групами переважають протягом історії, за винятком деяких періодів, включаючи громадянську війну на горі Ліван 1860 року. Навесні 1860 р. Між друзьким населенням та християнами-маронітами почалася війна. Османська влада в Лівані не змогла зупинити насильство, і воно поширилося на сусідню Сирію з різаниною багатьох християн. У Дамаску емір Абд-ель-Кадр захищав тамтешніх християн від мусульманських заворушників.
Французький імператор Наполеон III відчував себе зобов'язаним втрутитися від імені християн, незважаючи на спротив Лондона, який побоювався, що це призведе до більш широкої французької присутності на Близькому Сході. Після важких переговорів про отримання схвалення британського уряду Наполеон III направив французький контингент із семи тисяч чоловік на термін у півроку. Війська прибули до Бейруту в серпні 1860 р. і зайняли позиції в горах між християнською та мусульманською громадами. Потім він організував міжнародну конференцію в Парижі, де країна була під владою християнського губернатора, призначеного османським султаном, який відновив мир.

### Синод на горі Ліван (1736)

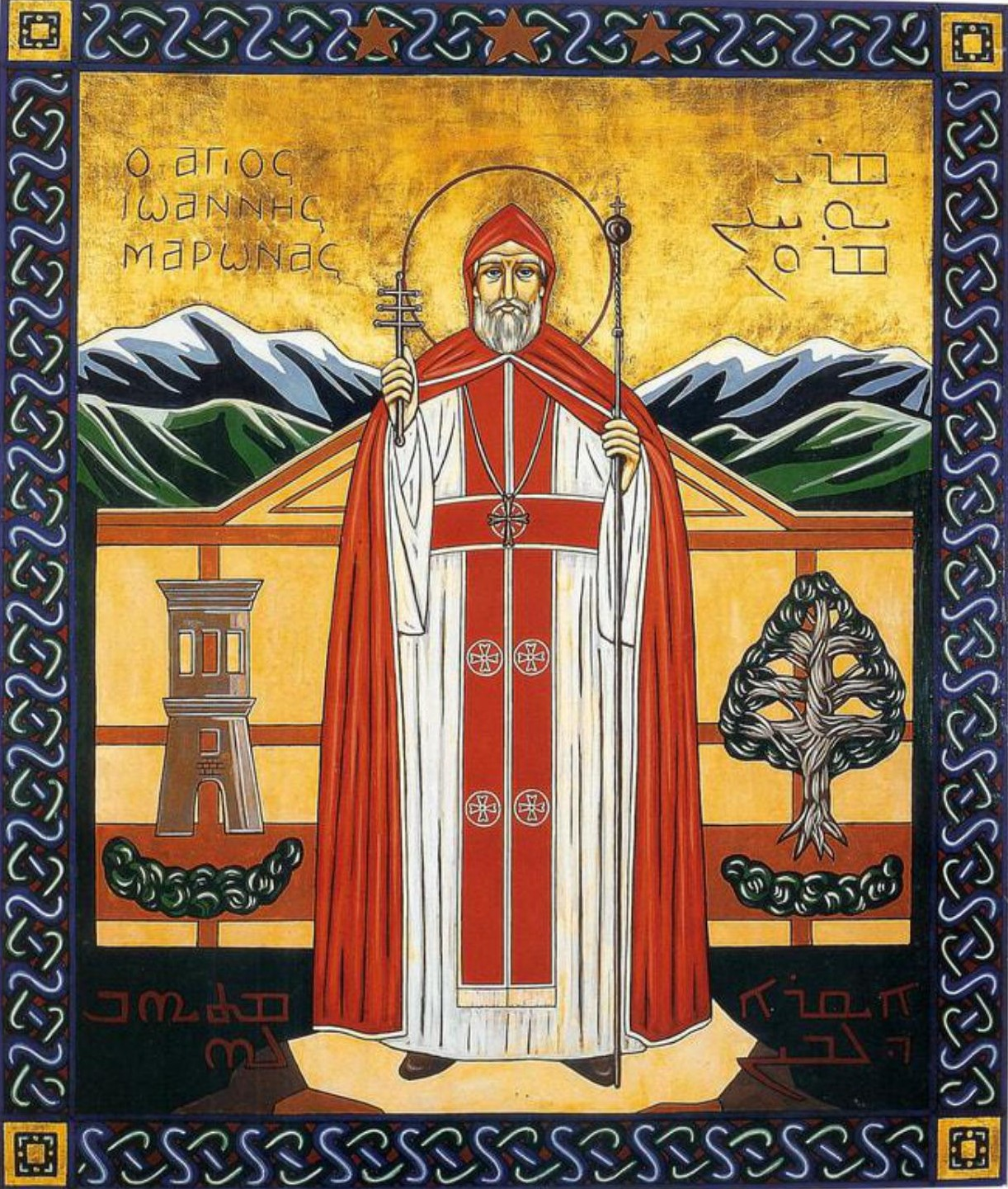
Святий Іван Марон, перший і 63-й патріарх після святого Петра, писав під іконою, йому віддана слава Лівану

Маронітський орієнталіст Джозеф Саймон Асемані головував як папський легат папи Климента XII. Синод розробив Канонічний кодекс для маронітської церкви і створив першу регулярну єпархіальну структуру. Собор у Лувейзі привів до більш ефективної церковної структури та до поступового звільнення від впливу маронітських сімей. Основним завданням було оголошено освіту. Спільними зусиллями церкви та французьких єзуїтів грамотність набула широкого поширення.

#### Латинізація

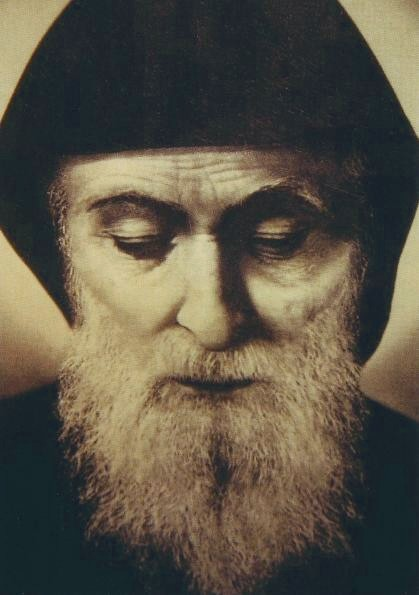
Святий Шарбель.

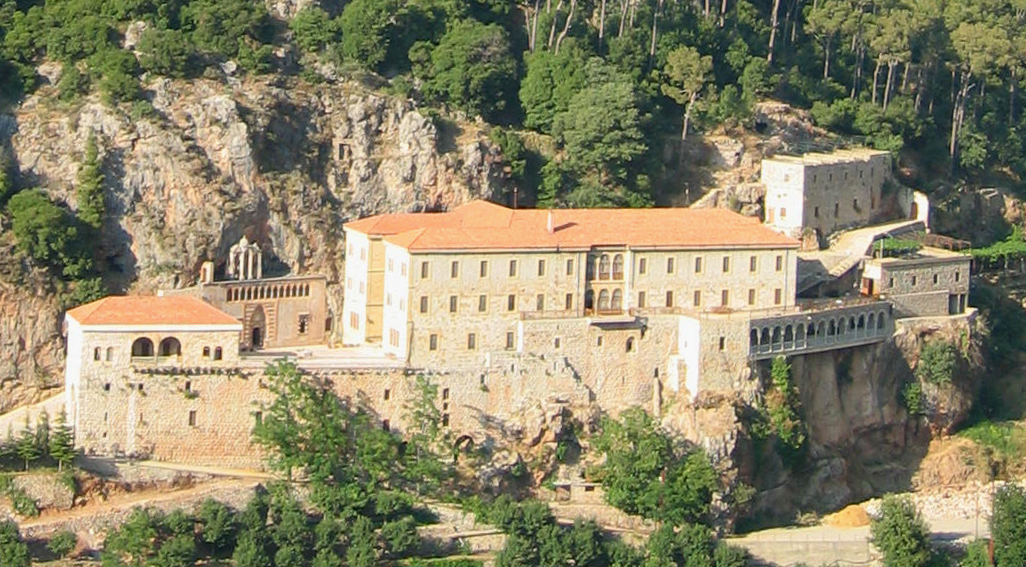
Монастир святого Антонія Коджайського, в районі Згарта, Північний Ліван.

Через тісніші зв'язки з католицькою церквою, маронітська церква є однією з найбільш латинізованих серед східно-католицьких церков, хоча були заходи щодо повернення до східних практик.
Контакти між монахами-маранітами та Римом датуються V століттям (потрібне цитування) і були відроджені під час хрестових походів. Мароніти познайомили зі східними церквами західні богослужбові практики, такі як вервиця та хресний шлях. Наприкінці XVI століття Папа Григорій XIII відправив єзуїтів до монастирів Лівану, щоб переконатись, що їх практика відповідає рішенням, прийнятим на Тридентському соборі. Маронітський коледж у Римі був заснований Григорієм XIII у 1584. Маронітський місал (Курбоно) був вперше надрукований між 1592 і 1594 рр. У Римі, хоча з меншою кількістю анафор. Поважну Анафору (Євхаристійну молитву) Шаррара, яку приписують святому Петру, було вилучено з пізніших видань.
Патріарх Стефан аль-Дувейі (1670—1704), (згодом проголошений «Слугою Божим»), зміг знайти золоту середину між реформаторами та консерваторами, а також оживив маронітську літургійну традицію.
Синод на горі Ліван намагався включити обидві традиції. Він формалізував багато латинських практик, що склалися, але також намагався зберегти давню маронітську літургійну традицію. Синод не санкціонував виключного використання римського ритуалу під час здійснення таїнства хрещення. Однак у східній традиції олію катехуменів священник благословляє під час обряду хрещення. Тепер це благословення було зарезервовано для Різдвяної меси у Великий четвер. Практикою, поширеною серед усіх східних церков, є спільне здійснення хрещення та першого причастя. Як і в латинському обряді, святе причастя слід приділяти лише тим, хто досяг розумного віку; священникам заборонялося причащати немовлят.
В «Orientale lumen», Апостольському листі до східних церков, виданому 2 травня 1995 р., Папа Римський Іван Павло II цитує «Orientalium Ecclesiarum», Декрет Другого Ватиканського собору про східні католицькі церкви. Кілька разів підкреслювалося, що повний союз католицьких східних церков з римською церквою, який вже був досягнутий, не повинен означати зменшення усвідомлення власної справжності та оригінальності. Де б це не відбувалося, Другий Ватиканський собор закликав їх заново відкрити свою повну ідентичність, оскільки вони мають «право та обов'язок керувати собою відповідно до своїх унікальних дисциплін. Це гарантується давньою традицією і, як видається, більше підходить для звичаї своїх вірних і на благо їхніх душ».
Особисті зобов'язання кардинала Сфейра прискорили літургійні реформи у 1980-х і 1990-х. У 1992 році він опублікував новий Маронітний Імшал. Це являє собою спробу повернутися до початкової форми Антіохійської літургії, усунувши літургійну латинізацію минулих століть. Служба Слова була описана набагато збагаченішою, ніж у попередніх міссалах, і існує шість Анафор.
Патріарх Сфейр заявив, що Sacrosanctum concilium та римські літургійні зміни після II Ватикану стосуються маронітської церкви. Sancrosanctum Concilium говорить: «Серед цих принципів і норм є деякі, які можуть і повинні застосовуватися як до римського обряду, так і до всіх інших обрядів. Практичні норми, які слідують, однак, слід приймати як такі, що стосуються лише римського обряду за винятком тих, які за самою природою речей впливають і на інші обряди».

## Організація

### Патріархат Антіохії

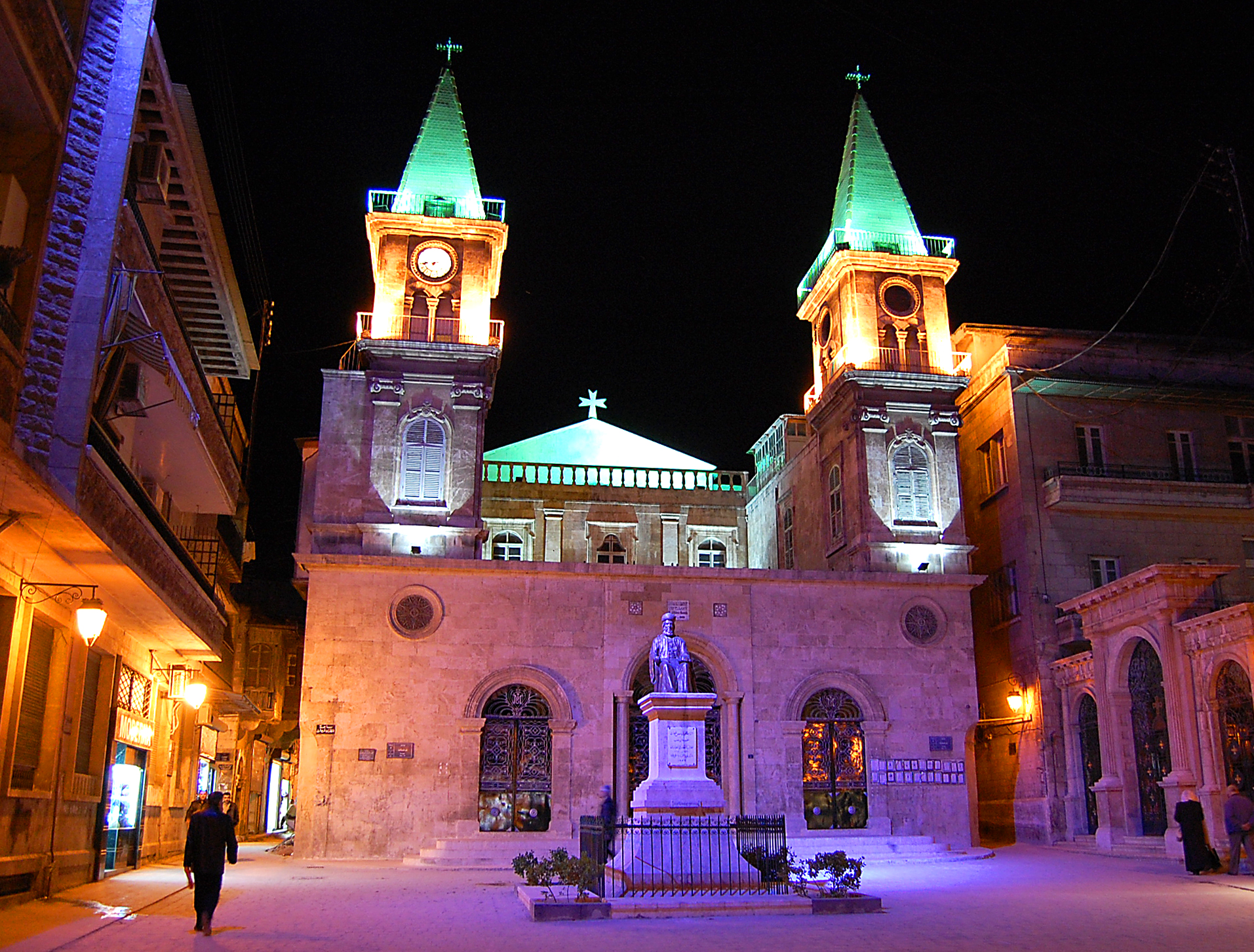
Маронітський собор Алеппо, побудований в 1872 році на площі Фархат, у центрі якого знаходиться статуя маронітського єпископа Германоса Фархата, який був поетом і письменником у XVII столітті.

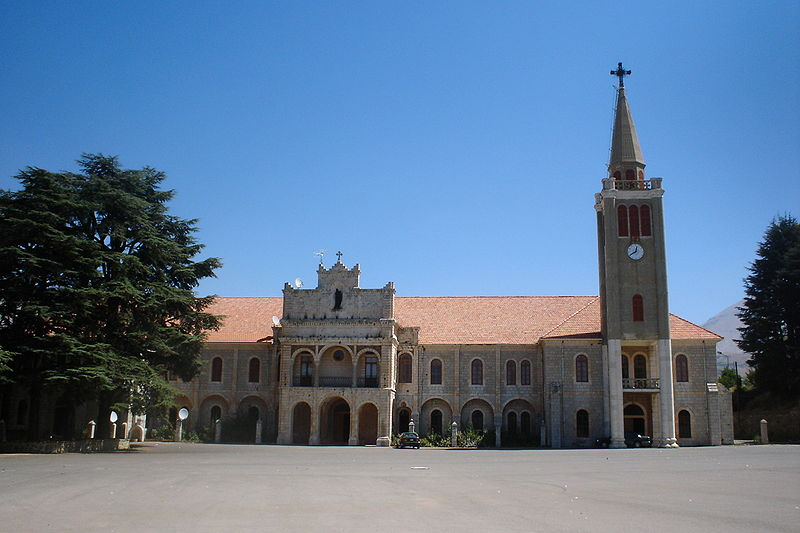
Літня резиденція патріарха Маронітської католицької церкви у місті Діман

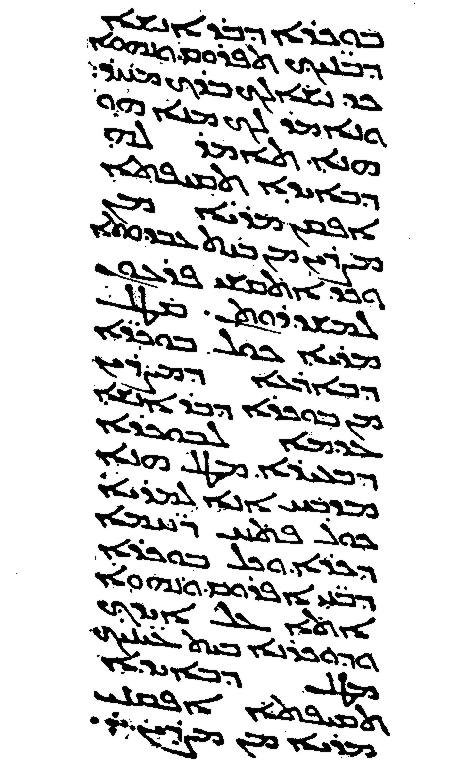
«Пешітта» - це стандартна сирійська Біблія, яку, зокрема, використовує Маронітська церква. Ілюстрація — текст Пешитти з Виходу 13: 14–16, створений в Аміді 464 року.

Главою Маронітської Церкви є Патріарх Антіохійський і Цілого Леванта, який обирається маронітськими єпископами і проживає в Бкерке, недалеко від Джунії, на північ від Бейруту. Влітку він проживає в місті Дімане на півночі.
Є ще чотири претенденти на патріаршу спадщину Антіохії:
- Двоє східних католицьких церков у повному спілкуванні з Папським Святим Престолом Риму:
- Патріарх Антіохійський та всього Сходу, Александрії та Єрусалиму Мелкітської греко-католицької церкви (візантійський обряд)
- Патріарх Антіохійський і всього Сходу сирійців Сирійської католицької церкви (Антіохійський обряд)
- Двоє православних:
- Східно-православна церква, грецький православний патріарх Антіохійського та всього Сходу, Антіохійська православна церква, у спілкуванні з Вселенським патріархом Константинополя
- Орієнтальне православ'я, Патріарх Антіохійський і всього Сходу, Верховний Глава Сирійської православної церкви.

Маронітським патріархом Антіохії і цілого Леванта з березня 2011 року є Бечара Бутрос Рахі. Коли новий Патріарх обирається та престолується, він просить церковного визнання Папою, підтримуючи таким чином спілкування зі Святим Престолом. Як східно-католицького патріарха, Патріарх зазвичай створюється кардиналом Папою в сані кардинала єпископа; однак він не отримує передмістя (див. декан), навіть нижче цих шести, але відомий за титулом патріархату своєї церкви sui iuris.
Кліричний безшлюбність суворо не вимагається для маронитських дияконів та священиків парафій за межами Північної Америки; ченці, однак, повинні залишатися безшлюбними, а також єпископи, яких зазвичай обирають з монастирів. Через тривале взаєморозуміння з їхніми латинськими колегами в Північній Америці, маронітські священики в цій області традиційно залишалися безшлюбними. Однак у лютому 2014 року Віссам Акікі був висвячений у сан священика єпископом А. Еліасом Зайданом з Маронітської єпархії США Ліванської Богоматері в Сент-Луїсі. Диякон Акікі є першим одруженим чоловіком, який був висвячений у священство маронітів у Північній Америці, і не очікується, що він виконає обітницю безшлюбности.

### Діоцезії
Незважаючи на численні архієпископати, ніхто не є абстракцією митрополита, складеною Антіохійським патріархом, який має єдиного суфрагана (Джеббе — Сарба — Джунія) і, отже, церковну провінцію. У Латинській Америці дві маронітські єпархії є суфраганами латинських митрополитів.

## Сучасний стан
На даний час церква складається з 13 єпархій у Лівані (Антелія, Баальбек, Ботріс, Бейрут, Джубейль, Джубба, Джунія, Сайда, Сарба, Триполі, Тір, Захла, Згарта), дві у Сирії (Латакія і Алеппо), дві на Кіпрі (Нікозія і Дамас), по одній в Ізраїлю (Хайфа) та Єгипті (Каїр).
Єпархії Маронітської католицької церкви існують також в США (Бруклін та Лос-Анджелес), Канаді, Аргентині, Бразилії, Австралії та Європі.
Резиденція маронітського патріарха з 1790 року перебуває в місті Бкерке (недалеко від Бейрута).
Маронітський патріарх має власну духовну семінарію в Газирі і є також єпархіальна семінарія в Карм-Садді, біля Триполі. Богословську освіту ще можна одержати в Університеті Св. Духа в Каслику та Маронітському коледжі в Римі.

### Чисельність
Зараз у світі налічується 3,198,600 маронітів.

- Ліван: 1,062,000
- Аргентина: 750,000
- Бразилія: 550,000
- США: 215,000
- Австралія: 160,000
- Мексика: 160,000
- Канада: 85,000
- Сирія: 52,100
- Франція: 52,000
- країни Африки: 40,000
- Венесуела: 25,000
- Кіпр: 10,500
- Палестина: 8,000
- ФРН: 5,400
- Велика Британія: 5,300
- Єгипет: 5,000
- інші країни : 13,300

### Відомі мароніти
- Карлос Слім (Мексика) — відомий бізнесмен, найбагатша людина світу у 2011
- Майкл ДеБейкі (США) — всесвітньовідомий кардіохірург
- Маріо Кассар (США) — продюсер фільмів Рембо, Термінатор, Універсальний солдат та багатьох інших
- Маріо Загало (Бразилія) — тренер національної збірної Бразилії з футболу
- Рафка Петра Хобок Ар-Рейс — свята, покровителька сиріт і хворих
- Святий Шарбель — святий та чудотворець

## Популяція
Населення маронітів у всьому світі точно не відоме, але, за оцінками Католицької асоціації добробуту Близького Сходу, воно оцінюється у понад 3 мільйони.
Згідно з офіційним сайтом маронітської церкви, в Лівані проживає приблизно 1 062 000 маронітів, де вони становлять до 22–23 відсотків населення. Населення сирійських маронітів становить 51 000, наслідуючи архієпархії Алеппо та Дамаск та єпархію Латакію. Маронітська громада, яка на Кіпрі проживає близько 10 000 життів, яка розмовляє кіпрською маронітською арабською. Помітна маронітська громада існує на півночі Ізраїлю (Галілея) чисельністю 7 504, відома своїми спробами збереження арамейської мови та арамейської етнічної ідентичности.

### Діаспора

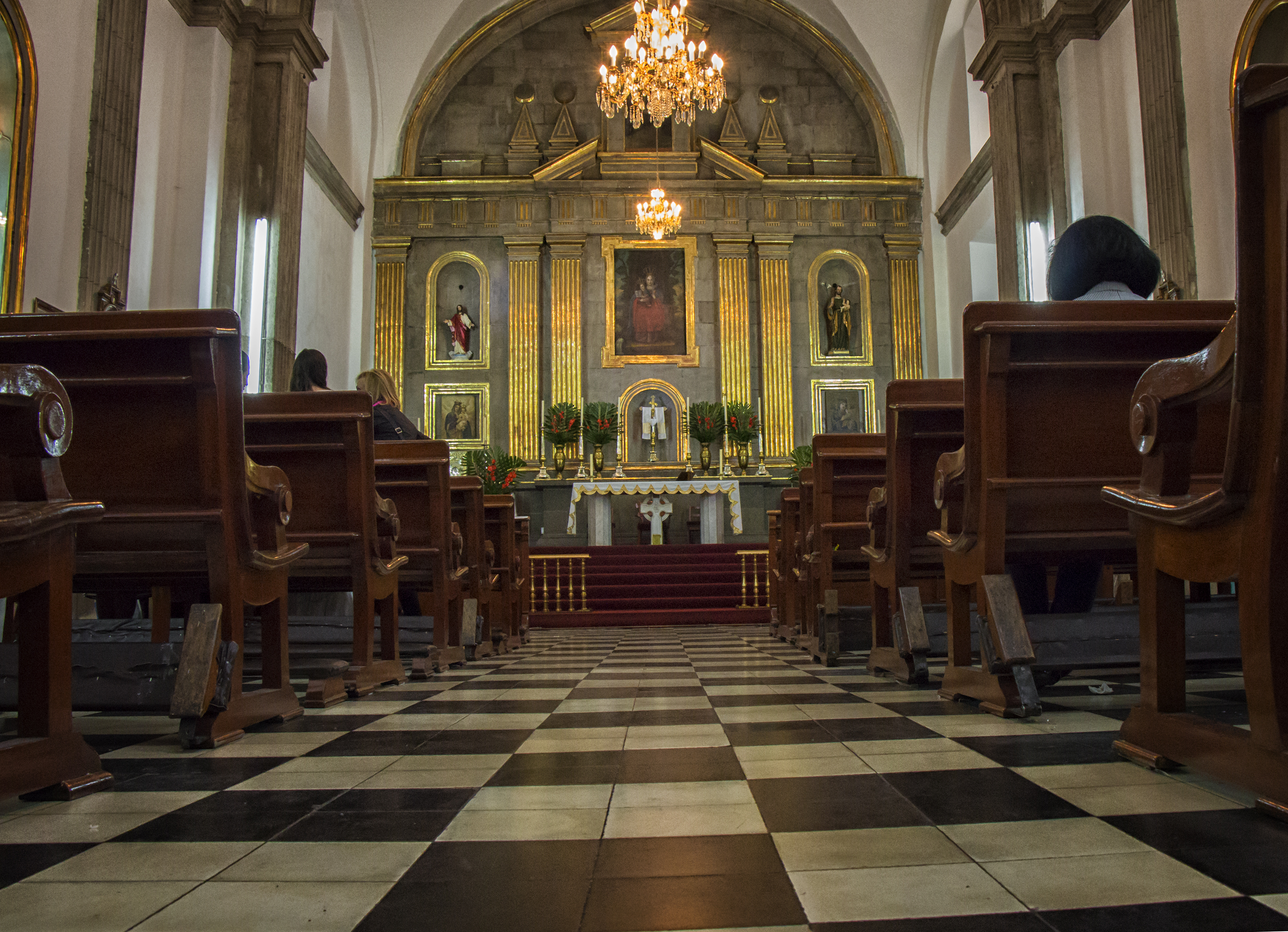
Маронітський собор Богоматері Вальванери в Мехіко.

Імміграція вірних маранітів із Близького Сходу до США розпочалась у другій половині XIX століття. Коли вірні змогли отримати священника, громади створювались як парафії під юрисдикцією місцевих латинських єпископів. У січні 1966 р. Папа Павло VI заснував Маронітський апостольський екзархат для вірних маронитів США. Указом Священної Конгрегації східних церков єпископом Френсісом Мансуром Заєком було призначено першим екзархом. Престол у Детройті, штат Мічиган, із собором під патронатом Сен-Марона, був суфраганом Детройтської архієпархії. У 1971 році Папа Павло VI підняв Екзархат до статусу Єпархії з назвою Єпархія Святого Марона з Детройта. У 1977 році престол єпархії Святого Марона був перенесений в Бруклін, штат Нью-Йорк, з собором під патронатом Богоматері Ліванської. Назва Єпархії була змінена на Єпархія Святого Марона Бруклінського.
У 1994 році була створена Єпархія Богоматері Ліванської із собором у Лос-Анджелесі, штат Каліфорнія, під патронатом Богоматері Ліванської. Джон Джордж Чедід, допоміжний єпископ єпархії Св. Марона Брукліна, був висвячений на посаду першого єпископа Маронітської католицької єпархії Богоматері Ліванської в Лос-Анджелесі в соборі Богоматері Ліванської в Лос-Анджелесі, штат Каліфорнія, де він служив до досягнення ним обов'язкового пенсійного віку 80 років. У грудні 2000 р. Роберт Джозеф Шахін змінив Чедіда на посаді єпарха.
Дві єпархії в США опублікували власний «Перепис маронитів», призначений для оцінки чисельності маронітів у Сполучених Штатах. Багато з них були асимільовані до західного католицизму, не маронітських парафій чи священиків. «Перепис маранітів» був розроблений для виявлення цих маранітів.
Єпархії діють у Сан-Паулу в Бразилії, а також у Колумбії, Мексиці, Франції, Австралії, ПАР, Канаді та Аргентині.
Колишній президент Бразилії Мішель Темер, перший арабо-бразилець, який очолив країну, був сином двох маронитських католицьких іммігрантів-ліванців.
Історія ліванської громади в Південній Африці сягає кінця XIX століття, коли перші іммігранти прибули до Йоганнесбурга, найбільшого міста Трансваалю, приїхавши з Себеля, Месяри, Бешарре, Хадат Ель Джеббе, Магдуше та інших місць. Зафіксовано, що в 1896 році перші іммігранти-маронити та ліванці прибули до Дурбану, Кейптауна та Мозамбіку і зібралися навколо своїх місцевих католицьких церков.

## Галерея

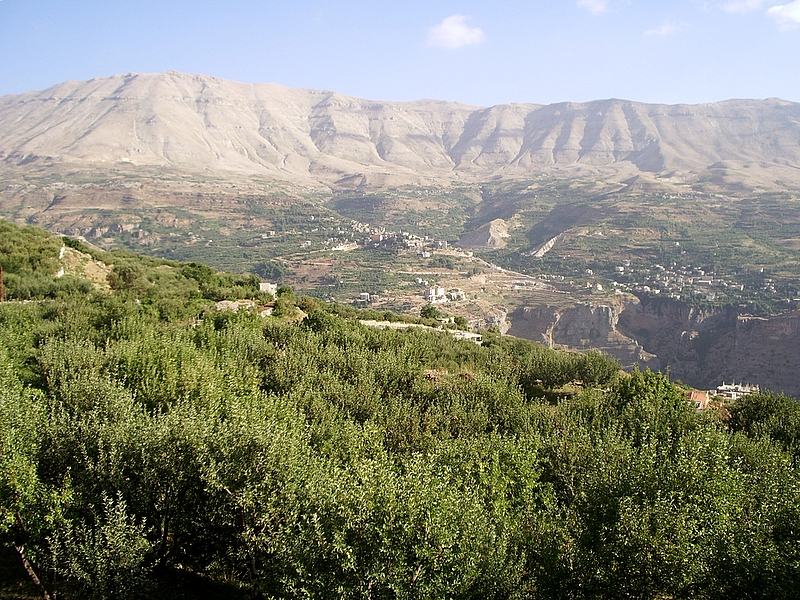
Маронітська церква Святого Антонія в Назареті, Ізраїль.
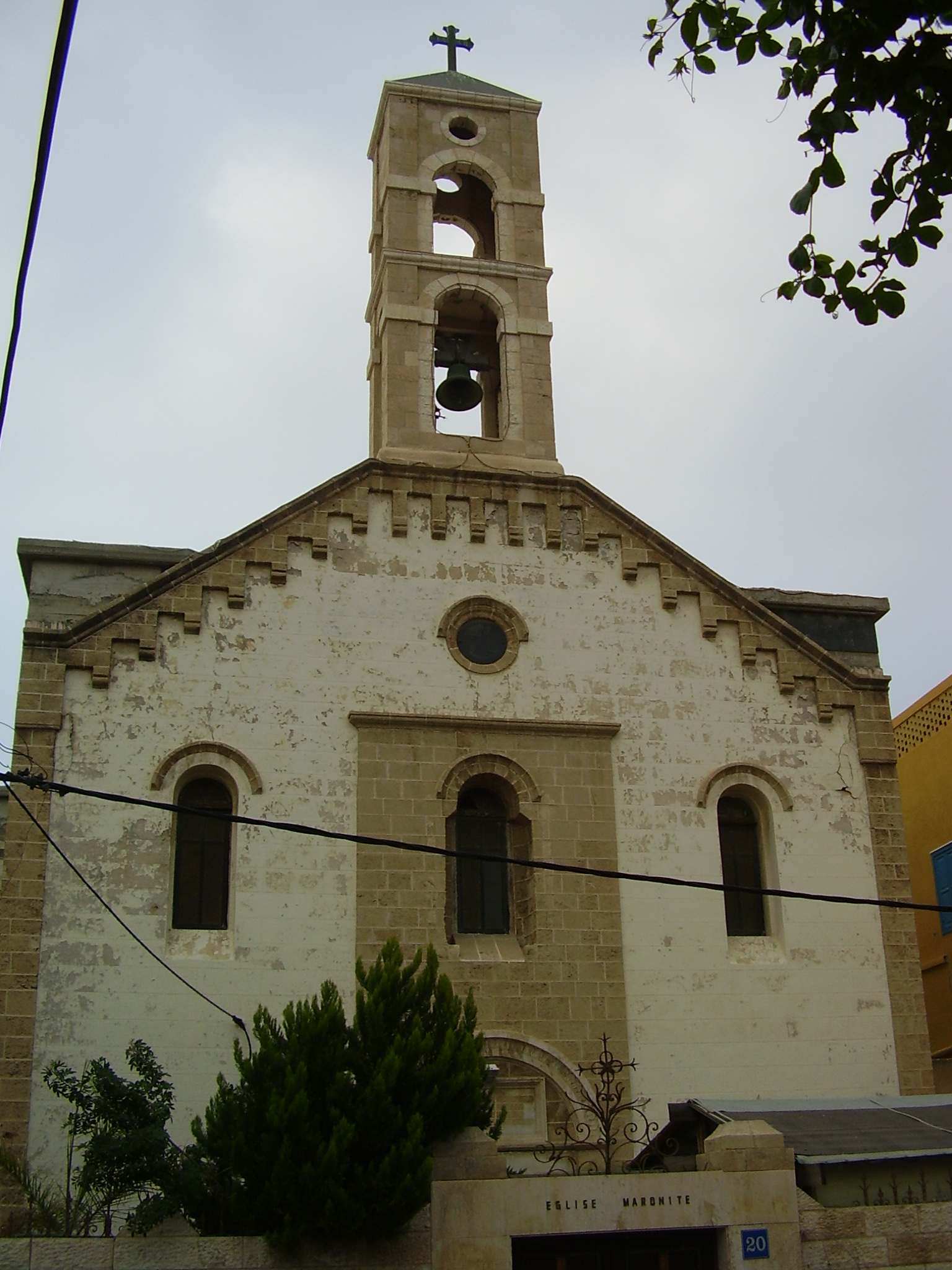
Статуя Діви Марії від церкви Богоматері Ліванської в Порто-Алегрі, Бразилія.
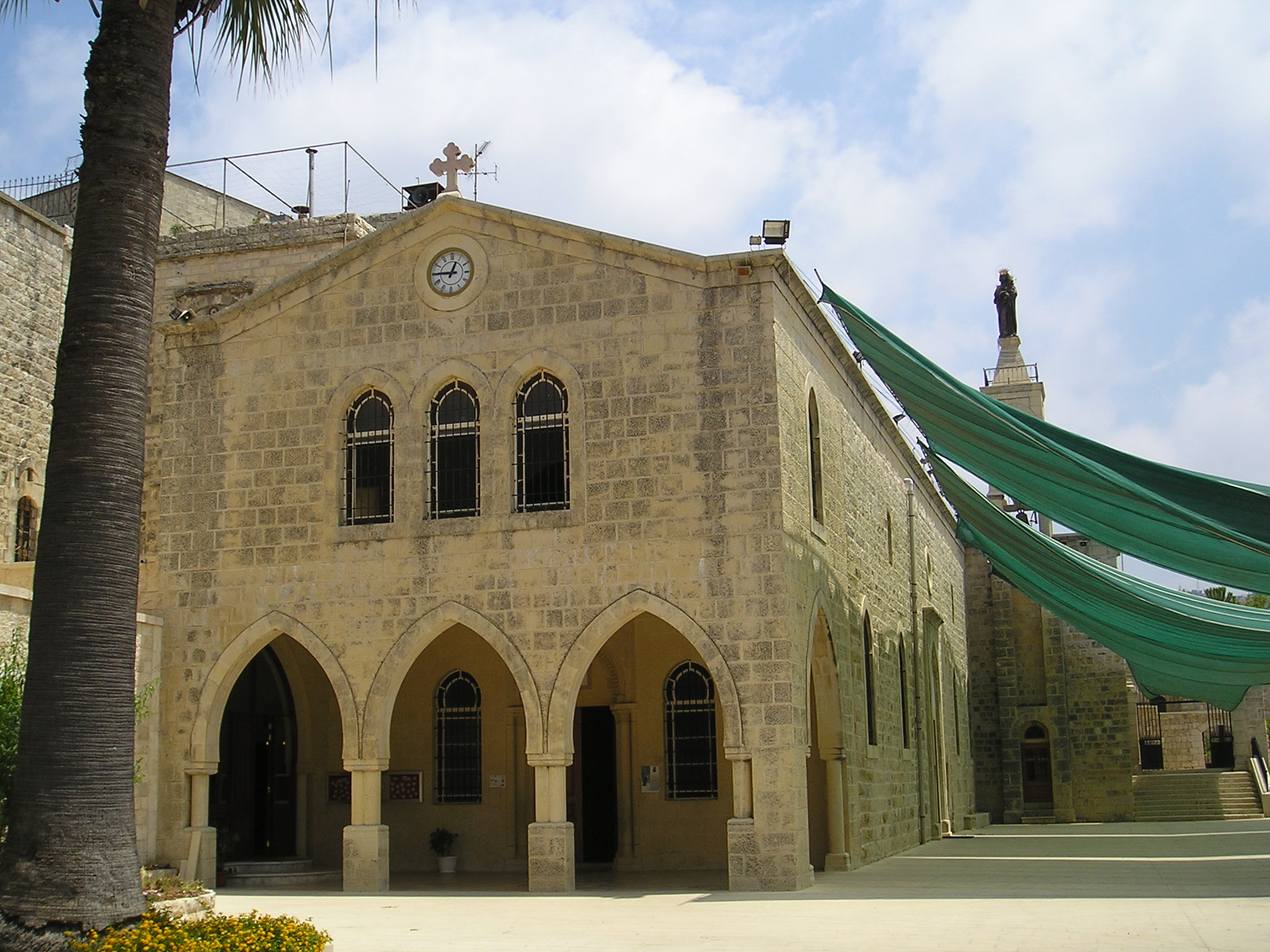
Вежа Маронітського собору Богоматері Ліванської у Брукліні, Нью-Йорк, США.
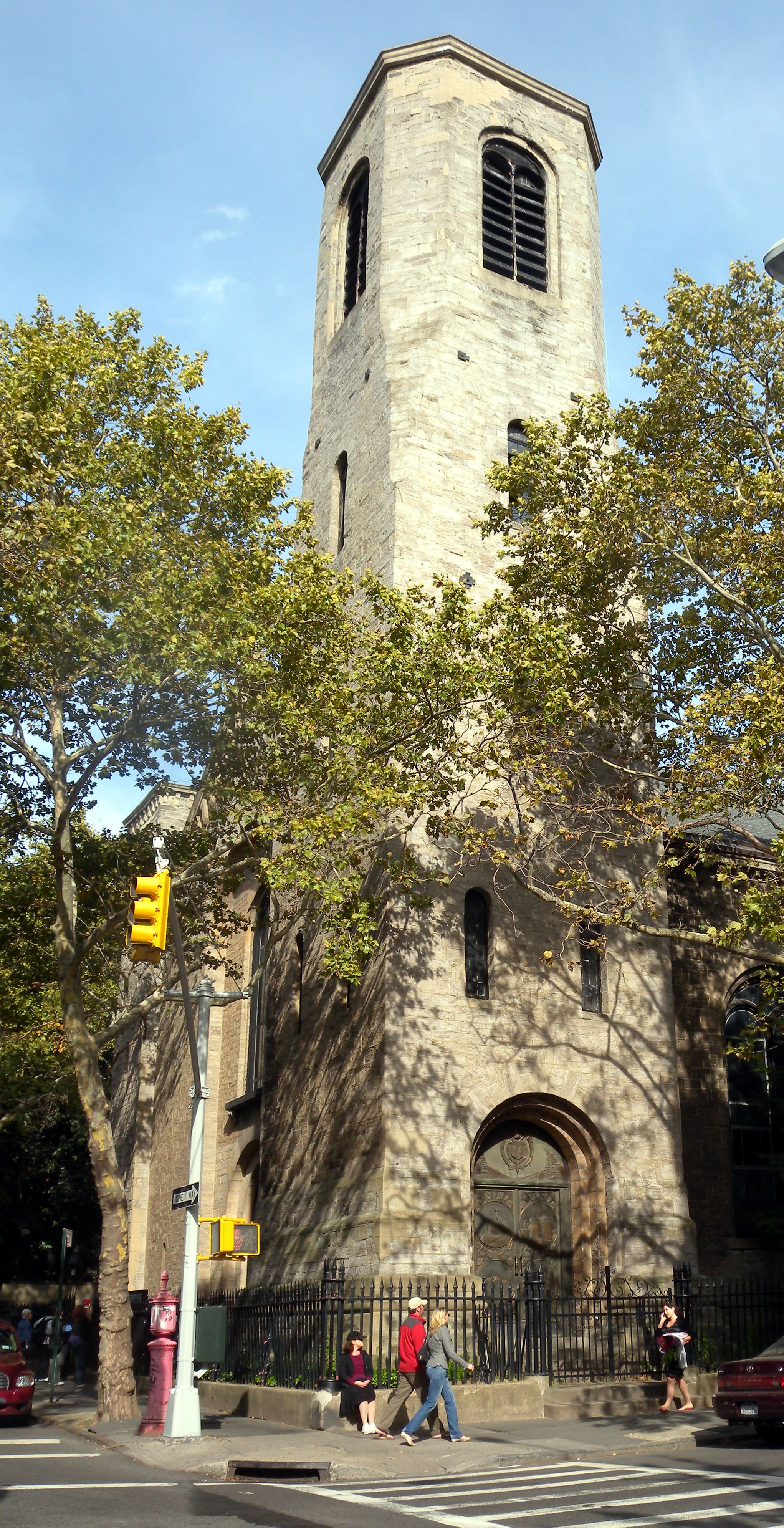
Маронітська церква Богоматері Високої у містечку Дейр-ель-Камар, Ліван.
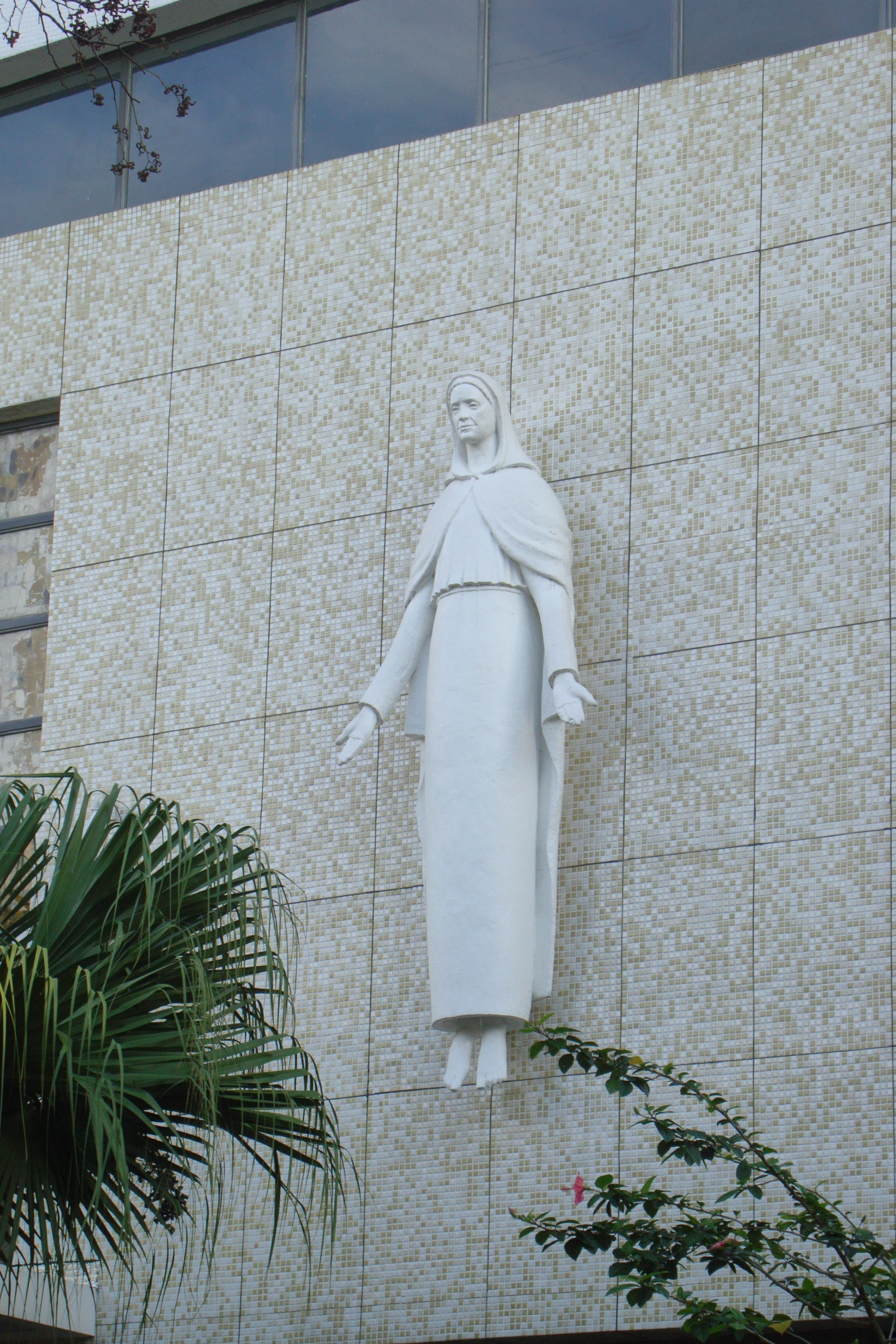
Маронітська церква Святого Антонія в Яффі.
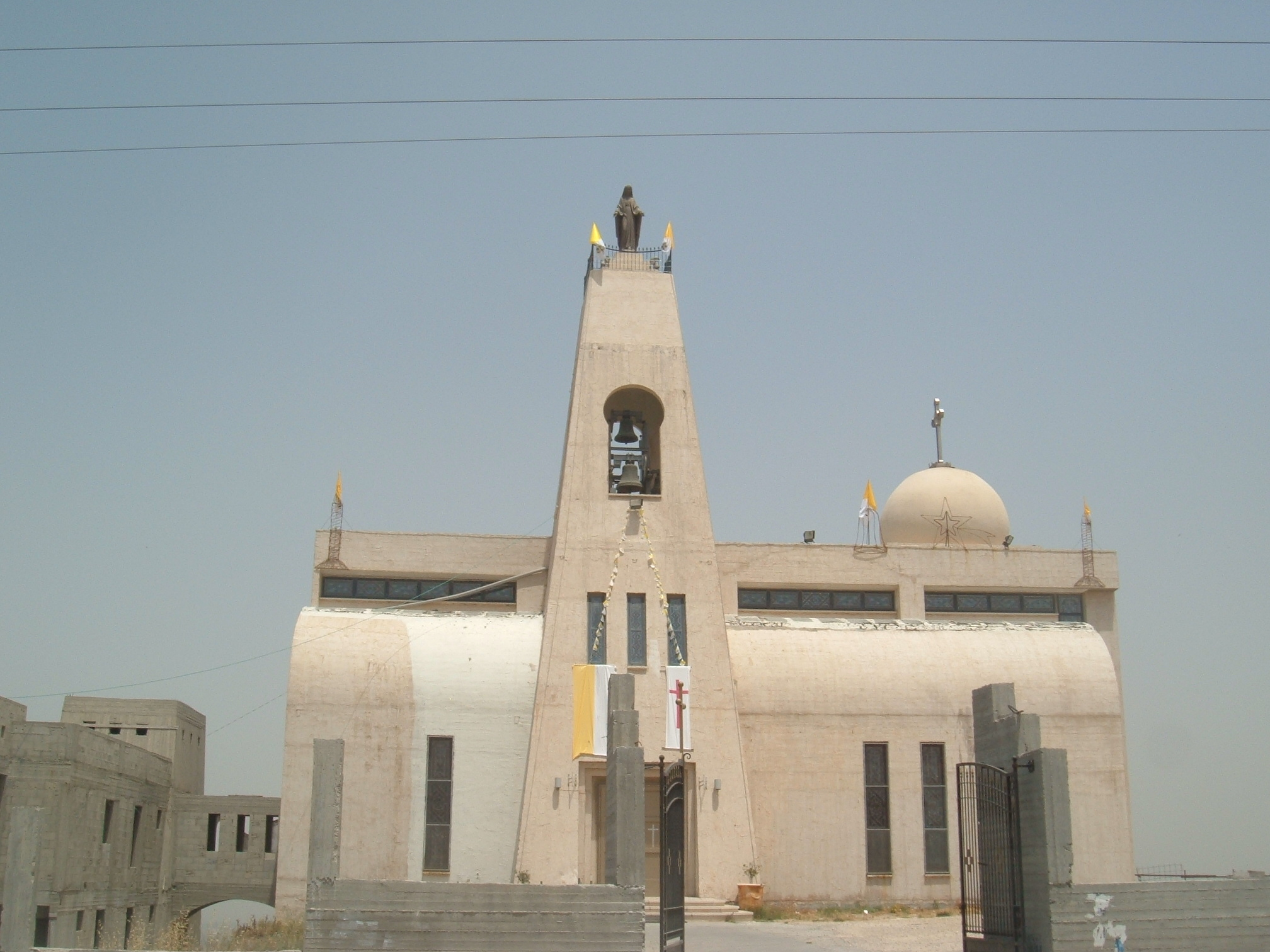
Загальний вигляд на долину Кадіша, четверте місце патріархату.
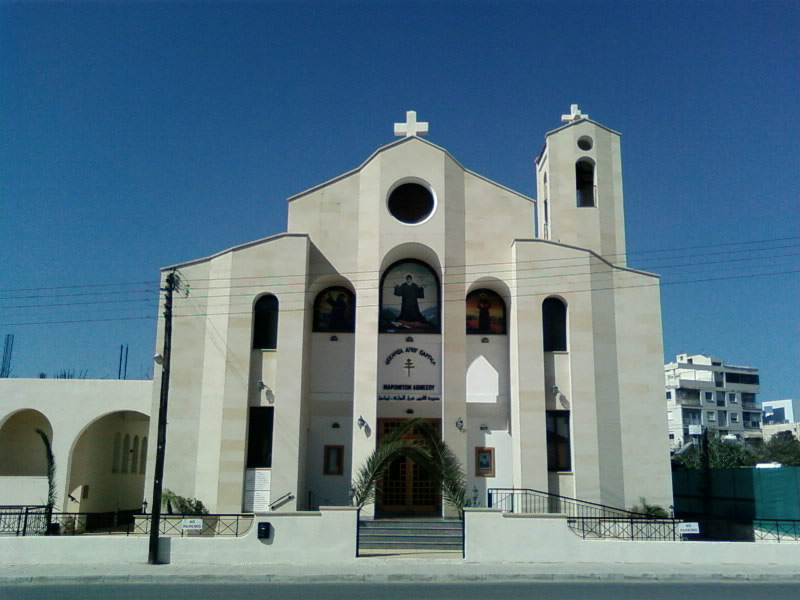
Монастир Мар Ісая в долині Кадіша.
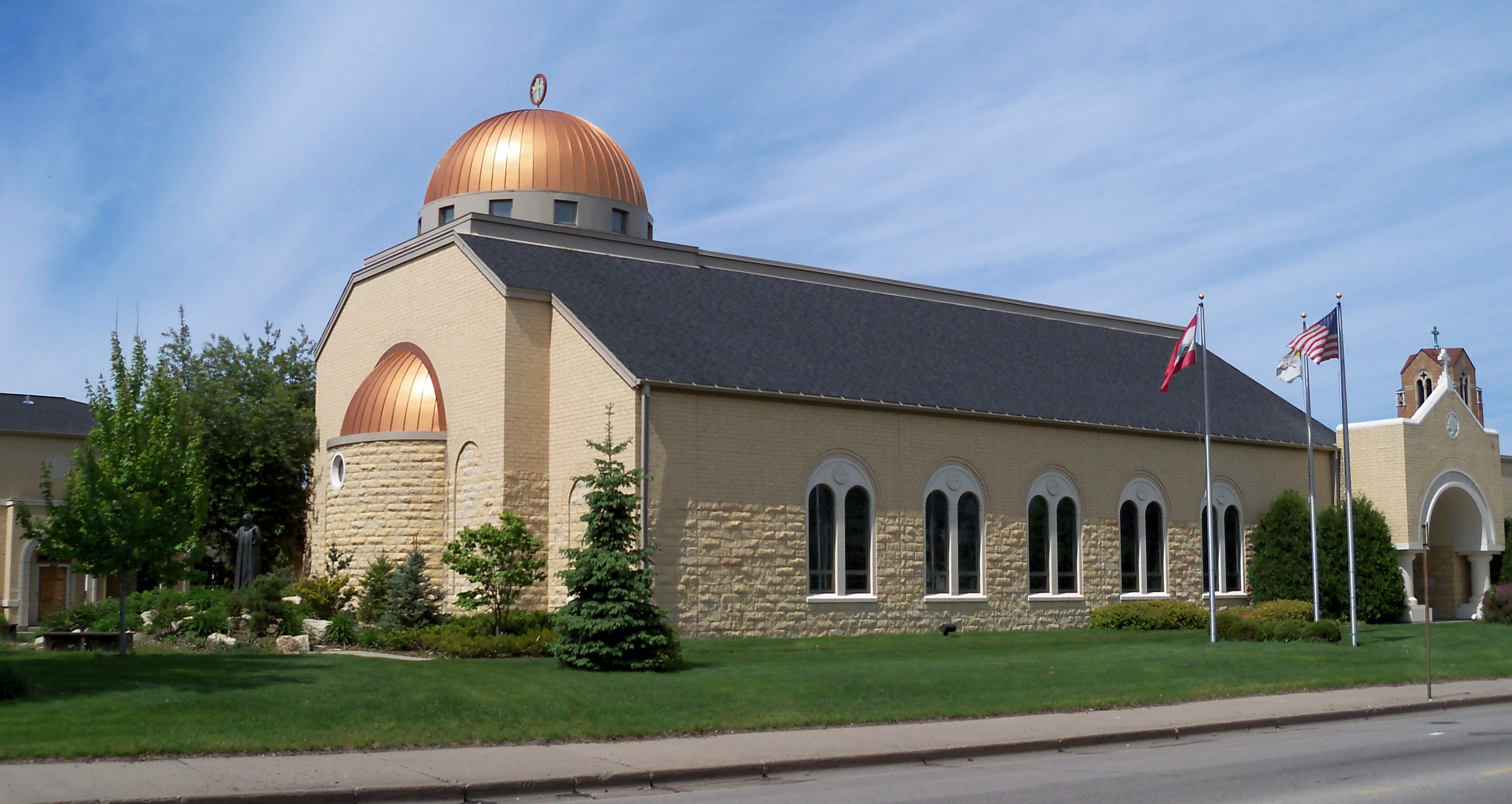
Церква св. Луї Мароніта в Хайфі.
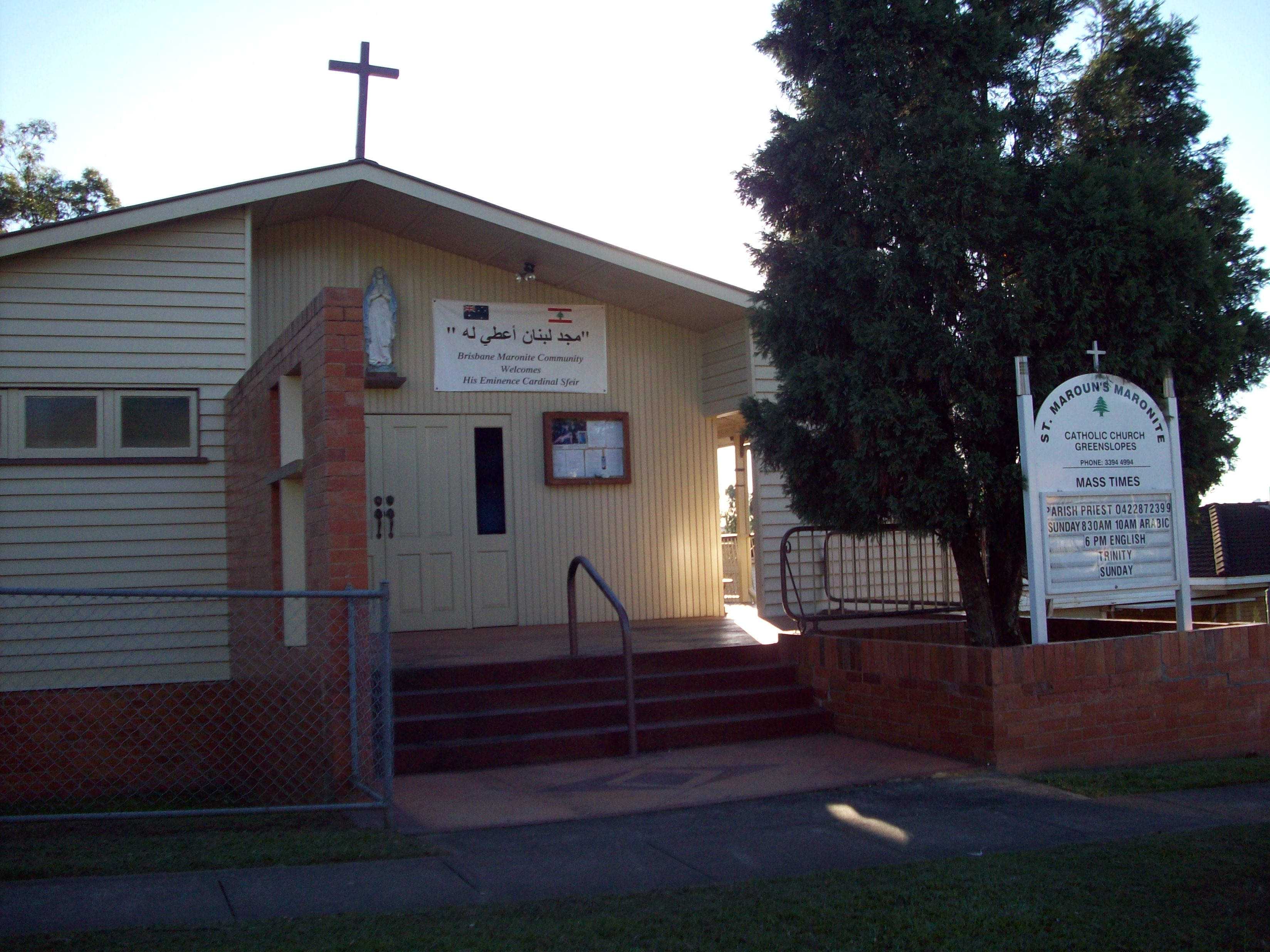
Маронітська церква в переселеному селі Кафр Бірем, Ізраїль.
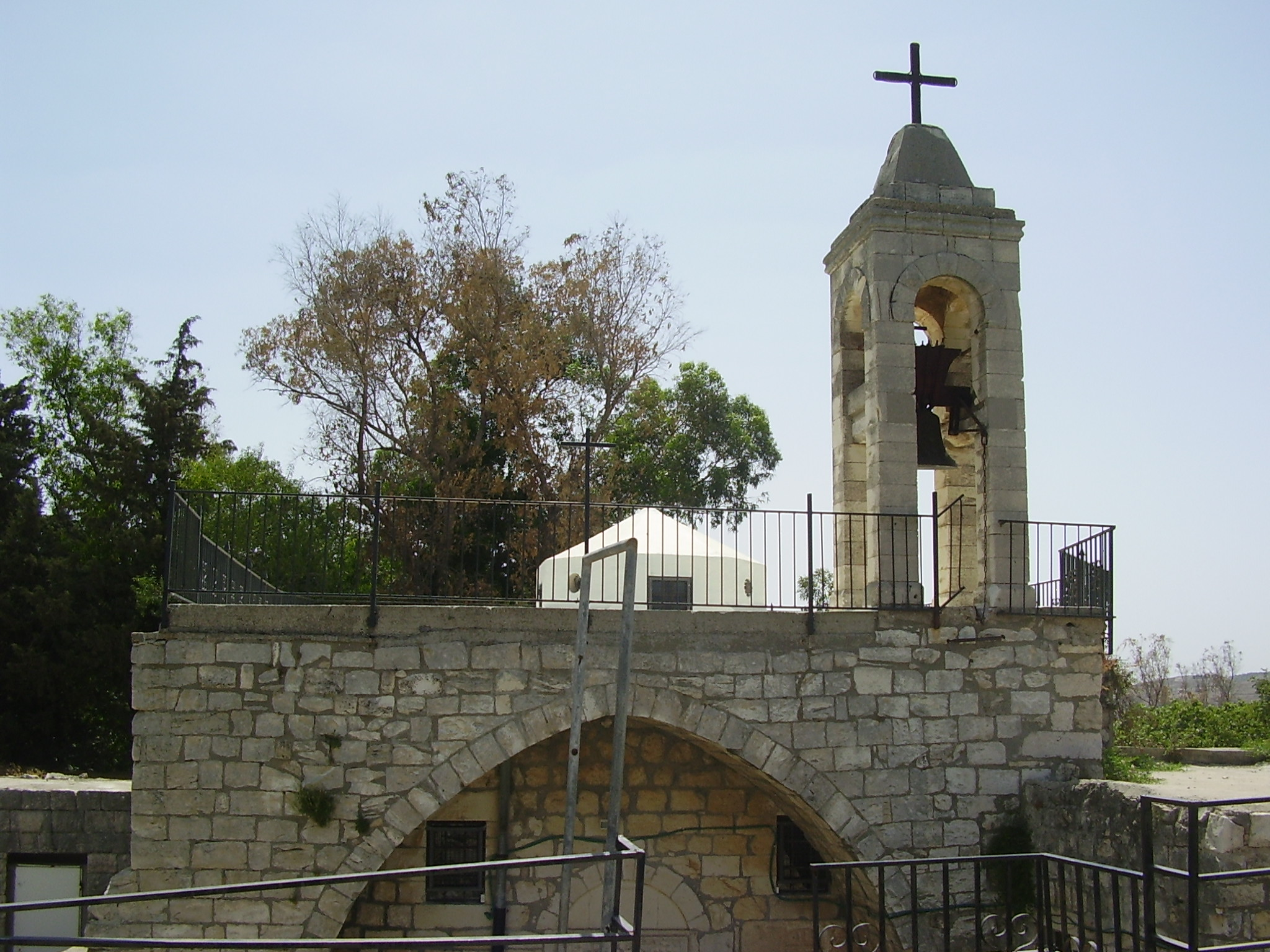
Маронітська церква в Грінслоупі, штат Квінсленд, Австралія.
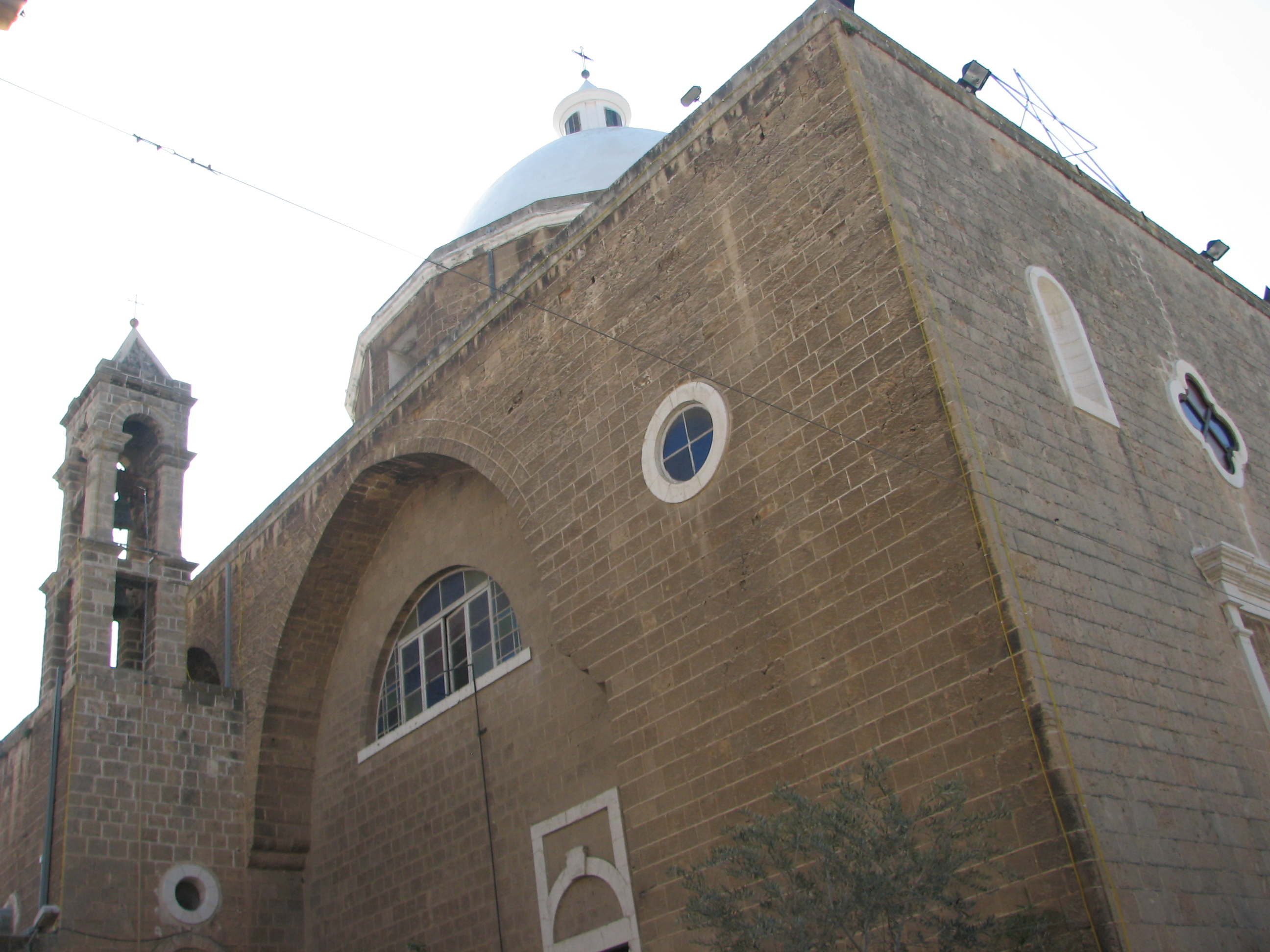
Церква Святого Маруна в Міннеаполісі, штат Міннесота, США.
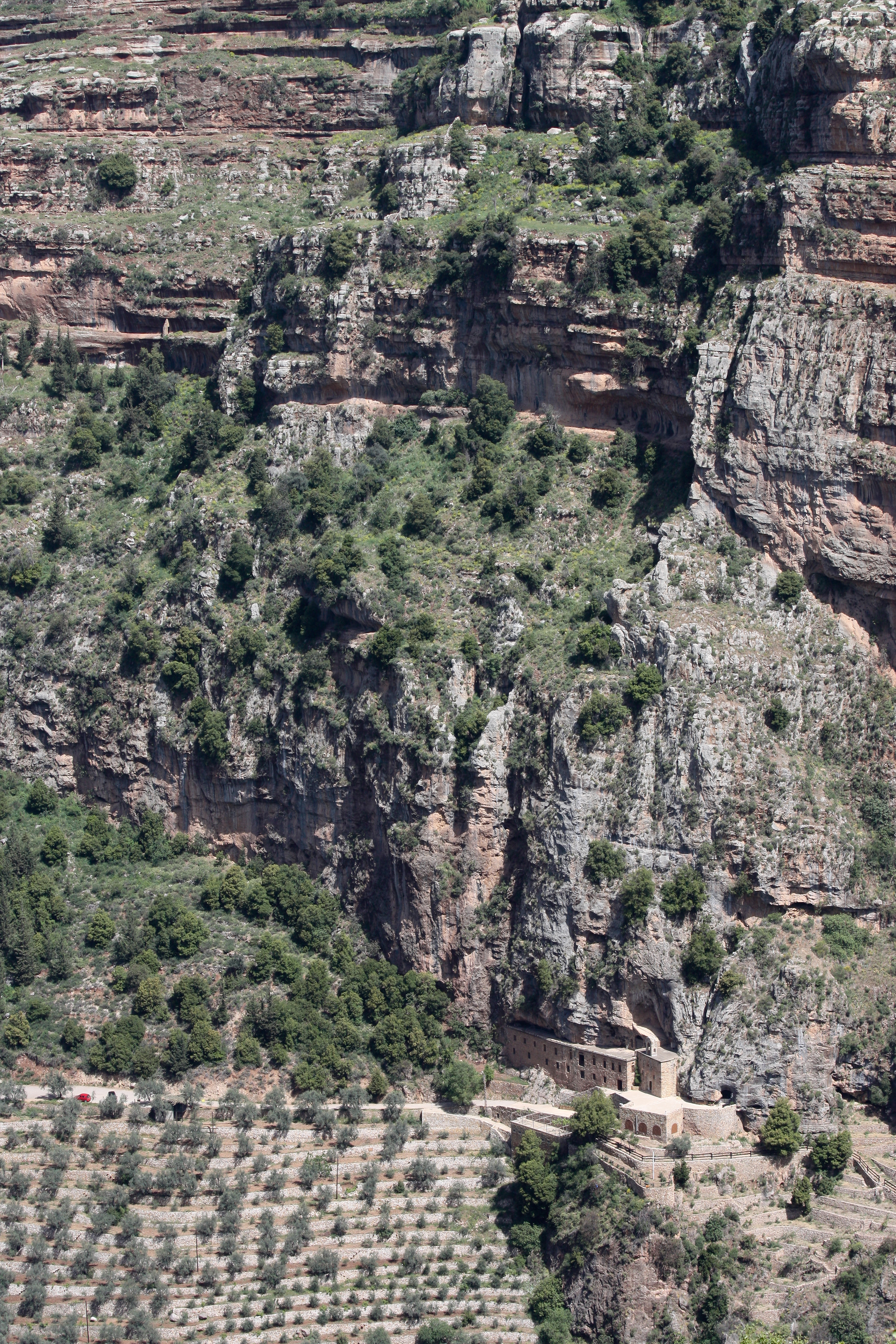
Монастир Мар Ісайя в долині Кадіша.
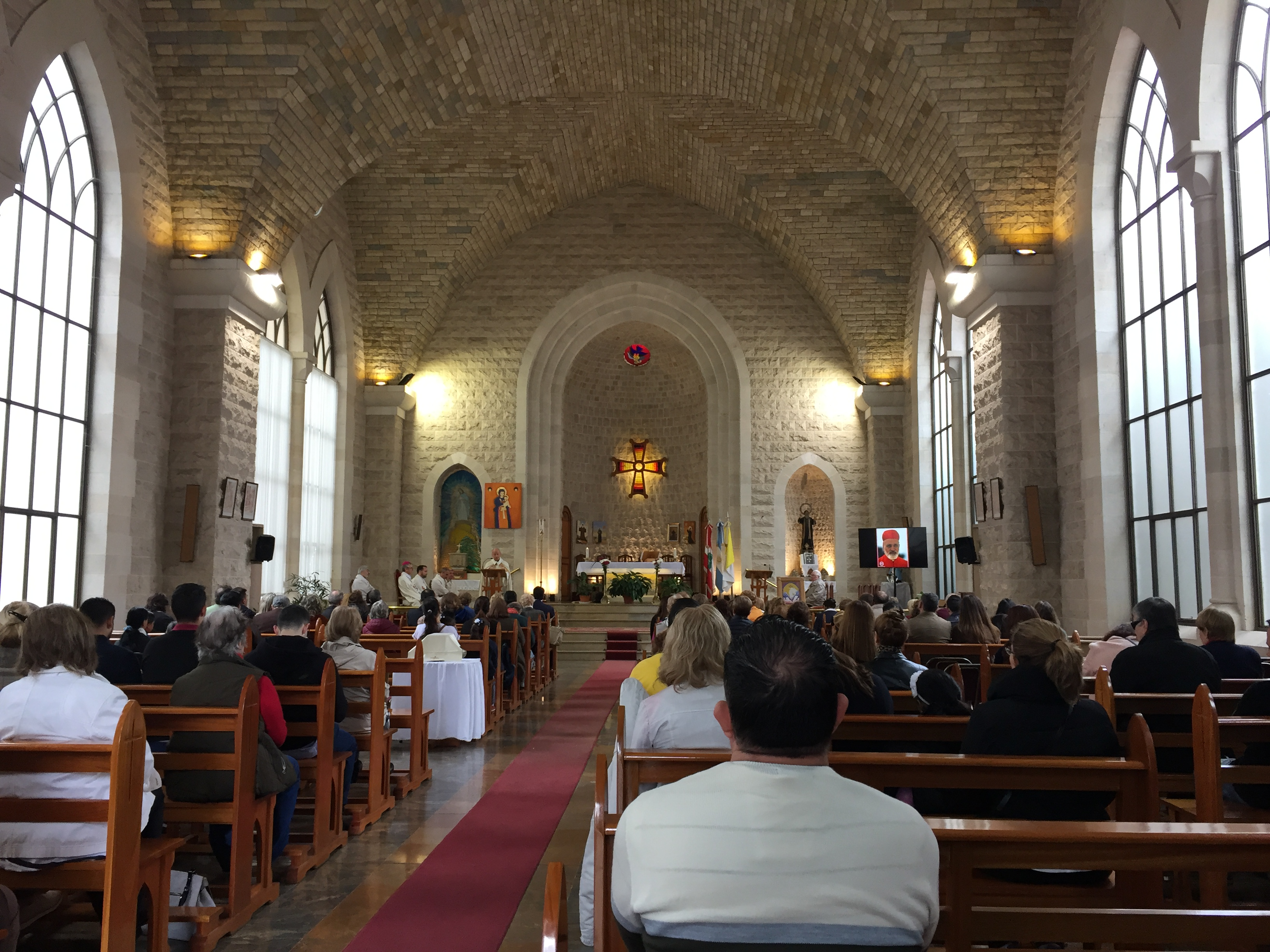
Усередині базиліки церкви Святого Марона в Буенос-Айрес.
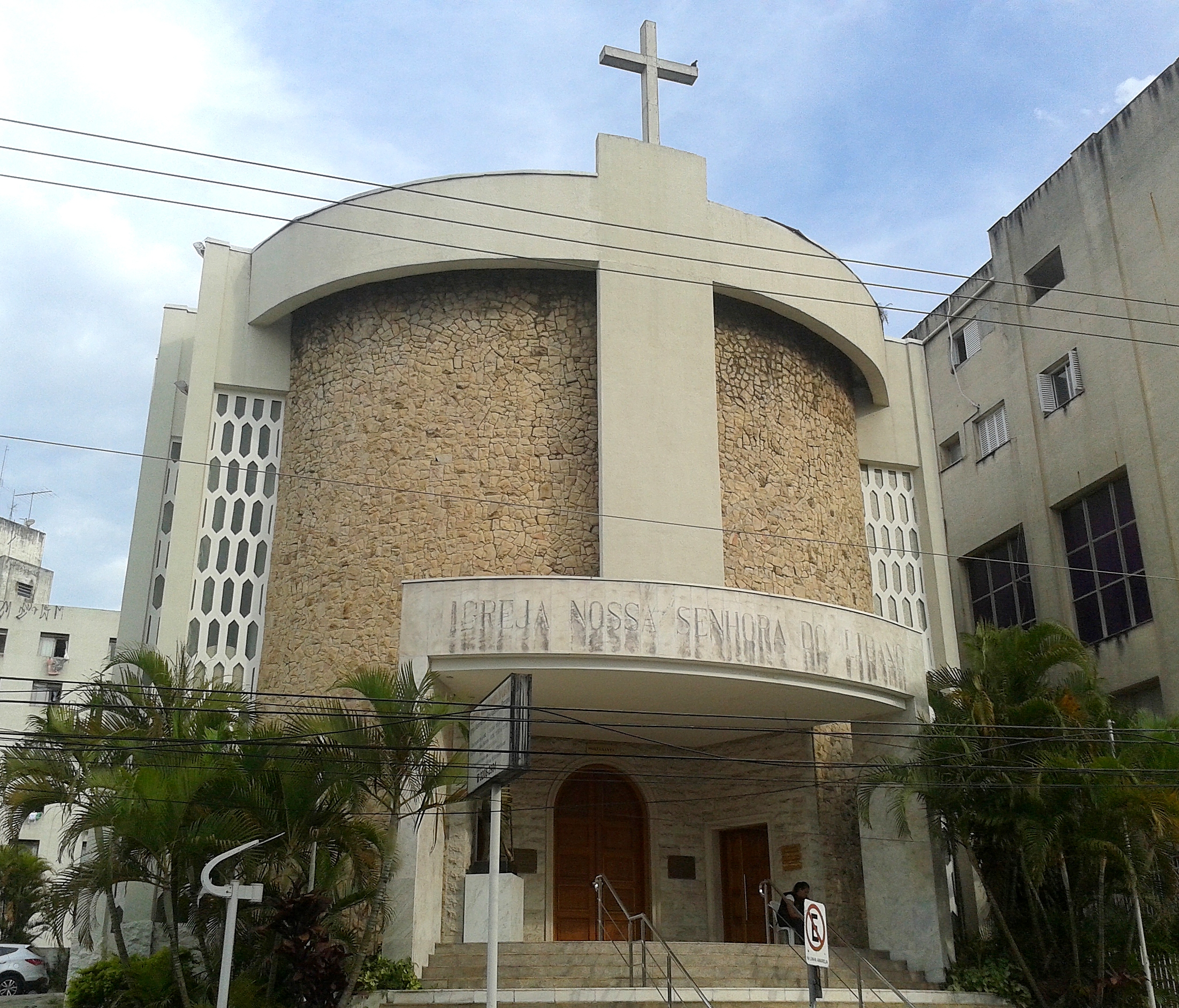
Церква Богоматері Ліванської у Сан-Паулу.
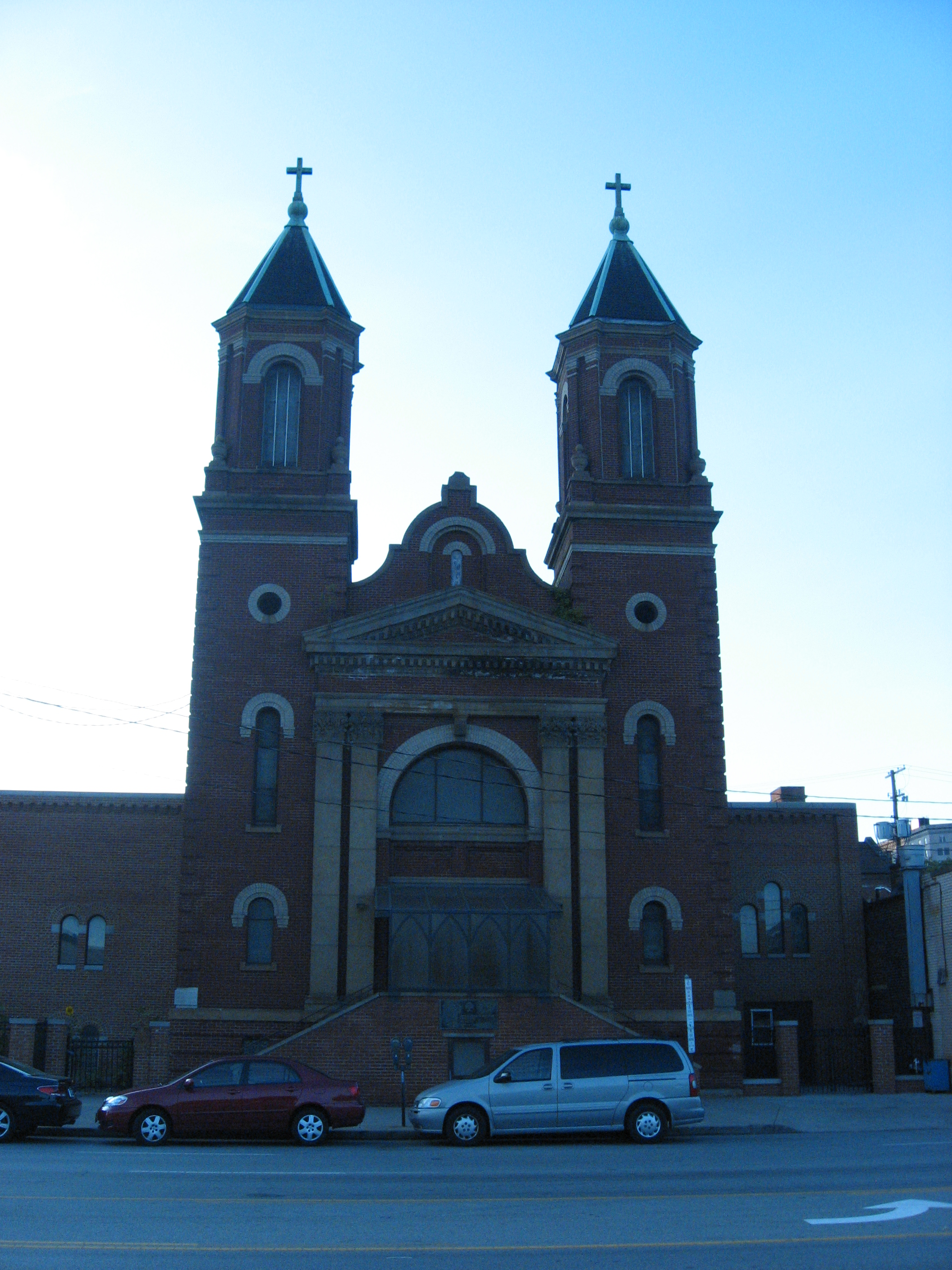
Церква Святого Марона в Клівленді, штат Огайо, США.
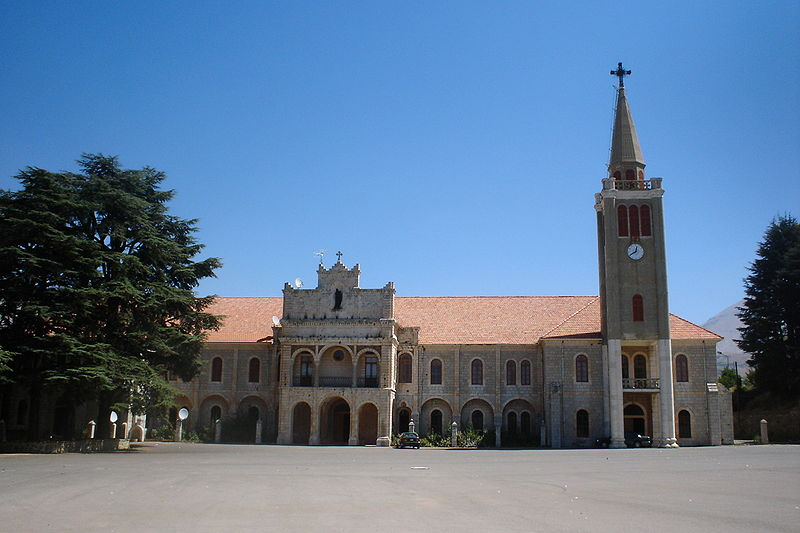
Літня резиденція Маронітського патріархату з 1832 року в містечку Діман, Ліван.
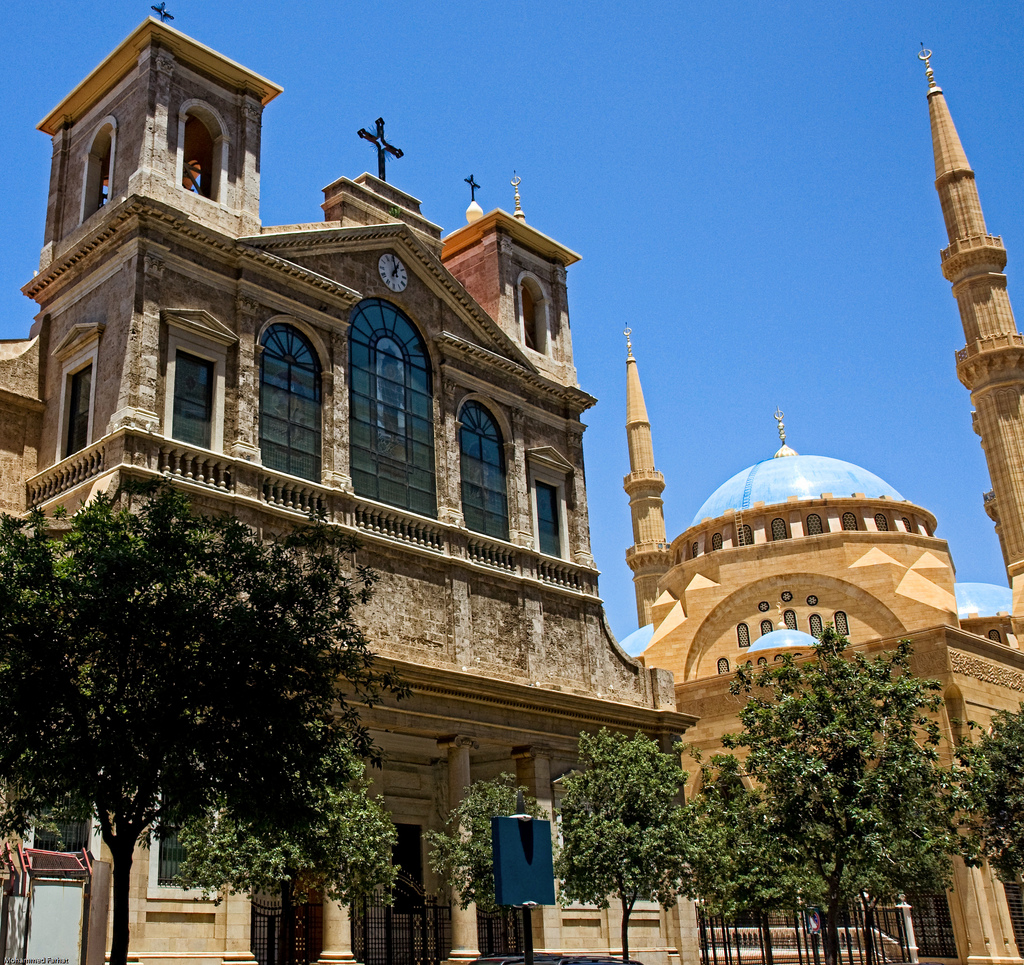
Маронітський собор Святого Георгія в Бейруті, побудований єпископом Юсефом Аль-Дебсом.
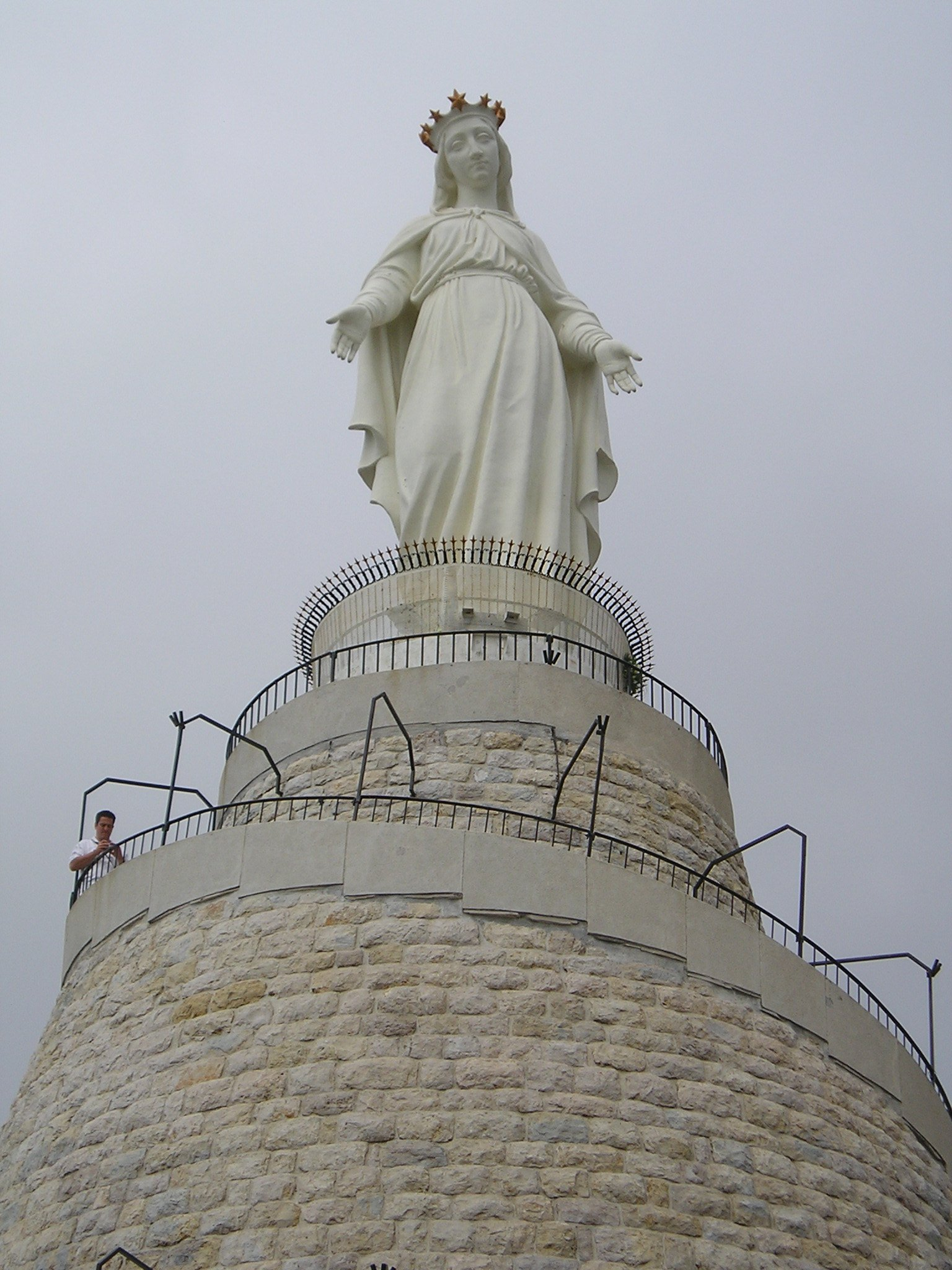
Святиня Богоматері Ліванської Харіси, відкрита 4 травня 1904 року.